# Trouble de la lecture
 Mise en garde médicale
Le trouble de la lecture est chez un individu une difficulté à lire des mots et à comprendre des textes lus. Le trouble de la lecture peut participer à la dyslexie, à l'alexie ou à l'hyperlexie.

## Types

### Dyslexie
La dyslexie est un trouble des apprentissages qui se manifeste d'elle-même comme une difficulté à décoder, comprendre et à fluidifier la lecture. Elle se distingue des autres troubles de la lecture causés par des déficiences non-neurologiques comme celles de la vision ou de l'ouïe, voire un intérêt faible ou nul pour la lecture. Il est estimé que la dyslexie affecte 5-17 % de la population,,, avec trois sous-types cognitifs : l'audition, la vue et l'attention,,,,. Bien que ce ne soit pas un handicap intellectuel, elle est considérée comme à la fois un trouble des apprentissages, et un trouble de la lecture,.